# Andrano
Andrano község (comune) Olaszország Puglia régiójában, Lecce megyében.

## Fekvése
A Salentói-félsziget délkeleti partján fekszik.

## Története
A község korábban Castiglione d’Otranto néven volt ismert. Alapításának pontos ideje nem ismert, a 15. században már nemesi birtokként jelenik meg a korabeli okiratokban. Önálló községgé a 19. század elején vált, amikor a Nápolyi Királyságban felszámolták a feudalizmust.

## Népessége
A lakosság számának alakulása:

## Főbb látnivalói
- Castello Spinola-Caracciolo - település központját uraló 15-16. században az egykori nemesurak számára épült erődítmény.
- Marina di Andrano - tengerparti promenád és fürdőhely